# MaK G 765
Die Lokomotive MaK G 765 ist eine dieselhydraulische Lokomotive, die von der  Maschinenbau Kiel (MaK) gebaut wurde. Sie wird dem 3. Typenprogramm der MaK, das ab 1977 angeboten wurde, zugerechnet. Sie stellt die Nachfolgerin der MaK G 763 C dar und unterscheidet sich von dieser äußerlich durch eine um 480 mm größere Länge. Sie wurde mit Motoren von MWM, MTU und Caterpillar gebaut. Dabei hatte das Modell mit dem Caterpillar-Motor mit 13 Exemplaren den größten Anteil an der Bauserie. Die MaK G 765 hat drei im Rahmen sitzende Achsen, die über Gelenkwellen angetrieben werden. Sie hat eine Leistung von 560 kW und erreicht eine maximale Geschwindigkeit von bis zu 47 km/h. Sie bringt es auf eine Dienstmasse von bis zu 66 t. Ihr Tankinhalt beträgt 2.000 l.
Die MaK G 765 wurde zwischen 1993 und 2002 in 17 Exemplaren gebaut. Sie ging fast ausschließlich an Industriebetriebe der Montan- und Chemieindustrie. Alle Lokomotiven befinden sich noch im Dienst. Im Deutschen Fahrzeugeinstellungsregister wurde für diese Bauart die Baureihennummer 98 80 0264 vergeben.

## Einsatz
Von den 17 gebauten Maschinen gingen drei nach Österreich an die Voest-Alpine in Donawitz und an die Mayr-Melnhof Karton GmbH in Frohnleiten. 15 der 17 Maschinen befinden sich im Besitz von Industrieunternehmen, davon allein vier bei den Leunawerken.
| Liste der MaK G 765 |         |                             |                                  |                          |
| Fabriknummer        | Baujahr | Erster Eigentümer           | Verbleib                         | Anmerkungen              |
| 700106              | 1993    | HKM "80"                    | E+H „771“                        | 98 80 0264 001-5 D-EH    |
| 700107              | 1993    | HKM "81"                    | E+H „772“                        | 98 80 0264 002-3 D-EH    |
| 700108              | 1993    | Leunawerke GmbH „181“       | InfraLeuna GmbH „181“            |                          |
| 700109              | 1993    | Leunawerke GmbH „182“       | InfraLeuna GmbH „182“            | 98 80 0264 004-9 D-LEUNA |
| 700112              | 1994    | HTB „V 71“                  |                                  | 98 80 0264 005-6 D-HTB   |
| 700113              | 1994    | Stahlwerke Bremen „28“      | HBB „28“                         |                          |
| 700114              | 1994    | Leunawerke GmbH „183“       | InfraLeuna GmbH „183“            | 98 80 0264 007-2 D-LEUNA |
| 700115              | 1994    | Leunawerke GmbH „184“       | InfraLeuna GmbH „184“            | 98 80 0264 008-0 D-LEUNA |
| 700116              | 1998    | B.E.S. „1“                  |                                  |                          |
| 700117              | 1998    | H.E.S. „31“                 |                                  |                          |
| 700118              | 2000    | H.E.S. „32“                 |                                  |                          |
| 700119              | 2000    | B.E.S. „2“                  |                                  |                          |
| 700120              | 2001    | Voest-Alpine Donawitz „V 1“ | voestalpine Stahl Donawitz „V 1“ |                          |
| 700121              | 2001    | K+S, Werk Zielitz „2“       |                                  |                          |
| 700122              | 2002    | Voest-Alpine Donawitz „V 2“ | voestalpine Stahl Donawitz „V 2“ |                          |
| 700123              | 2002    | Mayr-Melnhof Karton         |                                  |                          |
| 700124              | 2002    | B.E.S.                      |                                  |                          |